# Oscar Bulnes Valero
Oscar Bulnes Valero (Monterrey, estado de Nuevo León, 23 de mayo de 1944-5 de octubre de 2022) fue un arquitecto, funcionario y urbanista mexicano.

## Trayectoria
Su lugar de nacimiento fue  San Luis Potosí. Se graduó como arquitecto en la Universidad Autónoma de Nuevo León.
Autor de grandes proyectos en la ciudad de Monterrey, diseñó la Macroplaza, el Teatro de la Ciudad, el Palacio Legislativo y la Torre Administrativa.
En el diseño de grandes masas abrió el espacio interior al área pública, provocando una integración del espacio urbano con el privado, un conjunto semiabierto que por sus dimensiones se le consideró en su época, dentro de la mega arquitectura de vanguardia.
Se dedicó a la función pública. Durante el período de gobierno de Fernando Canales, ocupó el cargo de Secretario de Desarrollo Urbano y Obras Públicas del Estado, desde 1997 hasta 2003. En ese tiempo, apoyó la construcción del Puente Viaducto La Unidad, conocido popularmente como el Puente Atirantado.
Por sus obras arquitectónicas y participación en el perfil urbano - paisajístico de Monterrey, sus municipios y su zona conurbada, recibió un reconocimiento del Instituto Mexicano del Cemento y del Concreto,  y luego de ser presidente en los años 1997 a 1999 fue distinguido como Académico Emérito en la Academia Nacional de Arquitectura del capítulo de Monterrey.[cita requerida]